# Арку-де-Баульє
Арку-де-Баульє (порт. Arco de Baúlhe; МФА: [ˈaɾ.ku dɨ bɐ.ˈu.ʎɨ]) — парафія в Португалії, у муніципалітеті Кабесейраш-де-Башту. Розташована в північно-західній частині країни, на теренах історичної португальської провінції Дору-Міню. Входить до складу округу Брага. За адміністративним поділом, чинним до 1976 року, терени парафії були складовою провінції Міню. Належить до Бразької архідіоцезії Католицької церкви. Патрон — Мартин Турський. Площа — 4,4909 км². Населення — 1669 ос. (2011). Слабо урбанізований регіон. Густота населення — 371,64 осіб/км²
. Код — 030403.

## Населення
| Кількість мешканців | Кількість мешканців | Кількість мешканців | Кількість мешканців | Кількість мешканців | Кількість мешканців | Кількість мешканців | Кількість мешканців | Кількість мешканців | Кількість мешканців | Кількість мешканців | Кількість мешканців | Кількість мешканців | Кількість мешканців | Кількість мешканців |
| ------------------- | ------------------- | ------------------- | ------------------- | ------------------- | ------------------- | ------------------- | ------------------- | ------------------- | ------------------- | ------------------- | ------------------- | ------------------- | ------------------- | ------------------- |
| 1864                | 1878                | 1890                | 1900                | 1911                | 1920                | 1930                | 1940                | 1950                | 1960                | 1970                | 1981                | 1991                | 2001                | 2011                |
| 955                 | 1 025               | 1 065               | 1 099               | 1 261               | 1 029               | 1 150               | 1 338               | 1 537               | 1 477               | 1 476               | 1 707               | 1 413               | 1 808               | 1 669               |